# Halictus fumatipennis
Halictus fumatipennis är en biart som beskrevs av Blüthgen 1923. Halictus fumatipennis ingår i släktet bandbin, och familjen vägbin. Inga underarter finns listade i Catalogue of Life.